# Тороповщина
Торопо́вщина (рос. Тороповщина) — присілок у складі Слободського району Кіровської області, Росія. Входить до складу Шестаковського сільського поселення.
Населення становить 22 особи (2010, 28 у 2002).
Національний склад станом на 2002 рік — росіяни 100 %.